# Бистрани
Бистрани (словац. Bystrany) — село в окрузі Спішска Нова Вес Кошицького краю Словаччини. Площа села 7,82 км². Станом на 31 грудня 2015 року в селі проживало 3442 жителі.

## Історія
Перші згадки про село датуються 1268 роком.

## Географія
Протікає Клчовський потік.

## Населення
| Рік:            | 1994. | 2004.    | 2014.    | 2024.    |
| --------------- | ----- | -------- | -------- | -------- |
| Кількість осіб: | 2160  | 2734     | 3329     | 4052     |
| Різниця:        |       | +26,57 % | +21,76 % | +21,71 % |

| Рік:            | 2023. | 2024.   |
| --------------- | ----- | ------- |
| Кількість осіб: | 3997  | 4052    |
| Різниця:        |       | +1,37 % |